# Thạt Luông

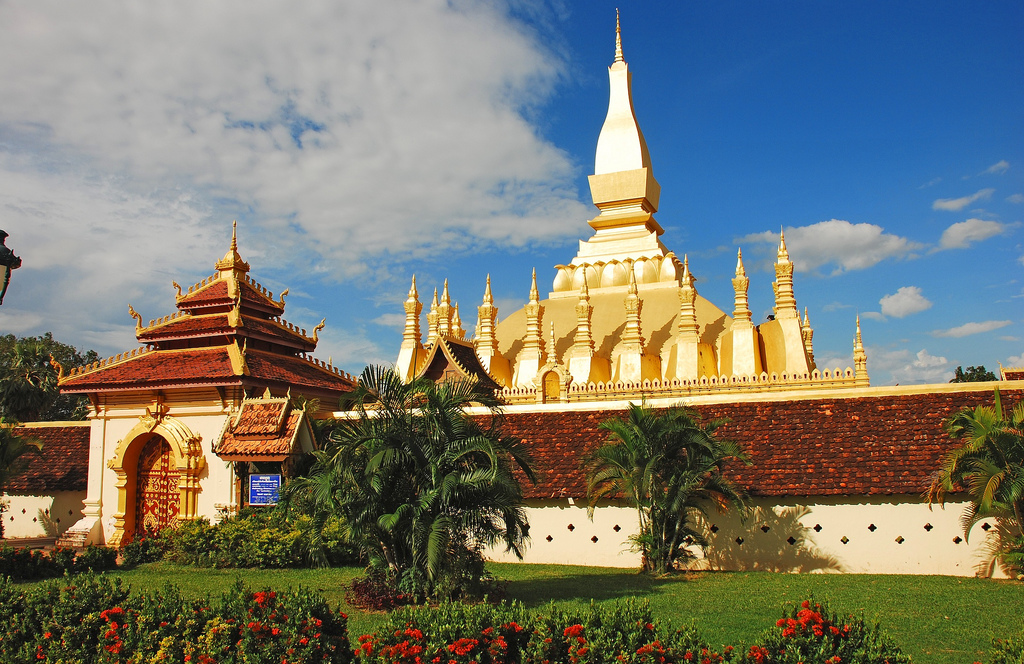
Thạt Luổng

Thạt Luổng hay (Pha) That Luang (Tháp Lớn trong tiếng Lào) là một tháp (stupa) Phật giáo ở Viêng Chăn, Lào.  Tháp này được xây từ năm 1566 dưới triều vua Xệt-tha-thi-lạt, theo hình một nậm rượu, trên một phế tích của một ngôi đền Ấn Độ thế kỷ 13. Bên ngoài ngôi chùa được dát vàng.
Thạt Luổng đã bị phá hủy trong cuộc xâm lược của người Thái vào thế kỷ 19 nhưng sau đó đã được khôi phục nguyên trạng. Kiến trúc ngôi chùa tháp mang phong cách văn hóa và bản sắc Lào và đã trở thành một biểu tượng quốc gia của Lào, được in trên tiền giấy và quốc huy của Cộng hòa Dân chủ Nhân dân Lào.

## Lịch sử
Theo truyền thuyết, trong tháp có lưu giữ xá lợi của Đức Phật là một sợi tóc và rất nhiều châu báu. Thạt Luông gồm tháp chính cao 45 thước, bao quanh là các tháp phụ, sơn thếp vàng.
Truyền thuyết đầu gối của Đức Phật. Năm nhà sư tới mường Viêng Chăn và thuyết phục châu mường là Chăm-tha-bu-li Pạ Xitthi xắc cho dựng Thạt Luổng để cất giữ xá lỵ Phật. Châu mường Viêng Chăn vui sướng nhận lời và cho dựng lên ngôi tháp Đại Phật Tích (Thạt Luổng).
Vào năm 1563, sau khi giành được một loạt chiến thắng quân sự trong cuộc kháng chiến chống quân xâm lược Miến Điện ở Hat-sỏi, Pa-khoui Mường Xén, Vua Xẹt thả-thi-lạt, vì những lý do chiến lược đã dời đô từ Luổng Phạ bang về Viêng Chăn. Tại đây ông cho xây dựng thành quách, lâu đài, cung điện, Vào năm 1566, ông cho dựng Thạt Luổng trên một ngôi chùa cũ, cách Viêng Chăn chừng khoảng hai cây số. Năm 1911, trong khi nghiên cứu Thạt Luổng, nhà khoa học người Pháp Henri Pác-măng-chiê đã phát hiện ra khối cong chính của ngôi tháp đã trùm lên và che lấp một ngôi tháp cũ.
Thạt Luổng là kiến trúc trung tâm của chùa Thạt Luổng và là một trong những tháp Phật lớn nhất ở Lào (chân rộng 90m x 90m và cao 44m). Trung tâm của tháp là một khối lớn uy nghi, trang nhà vươn lên cao như một mũi tên. Đế của khối trung tâm là một đài sen hình vuông đang nở tung những cánh vàng ra bốn phía. Trên đài sen là bệ cao có hình vuông và có cấu trúc khá phức tạp. Chân bệ là những nấc vuông càng lên cao càng nhỏ lại để rồi phình ra ở trên thành một gờ nổi lớn hơi ngả ra ngoài làm chỗ đứng vững chãi cho hình quả bầu thon thả phía trên.

## Hình ảnh

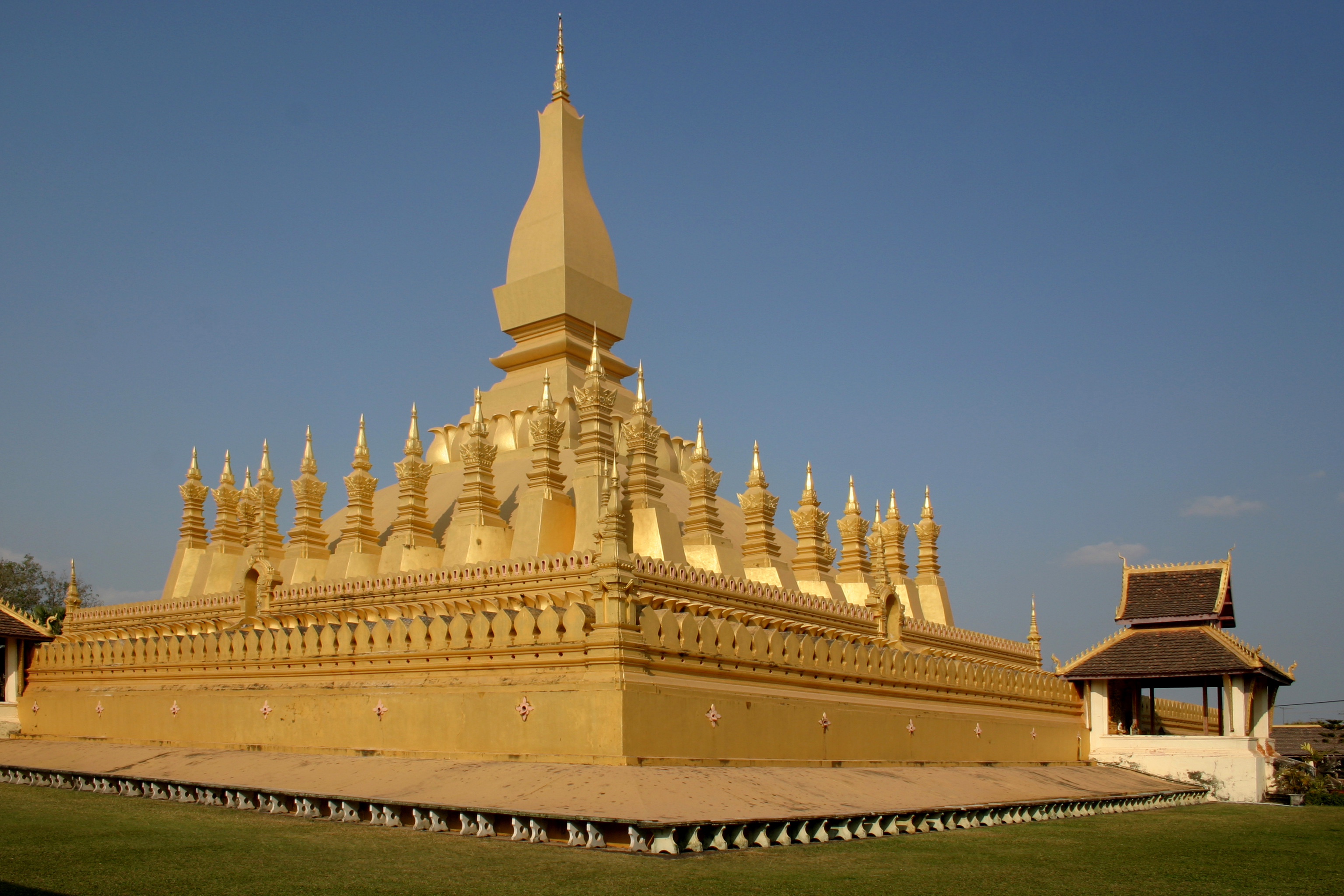
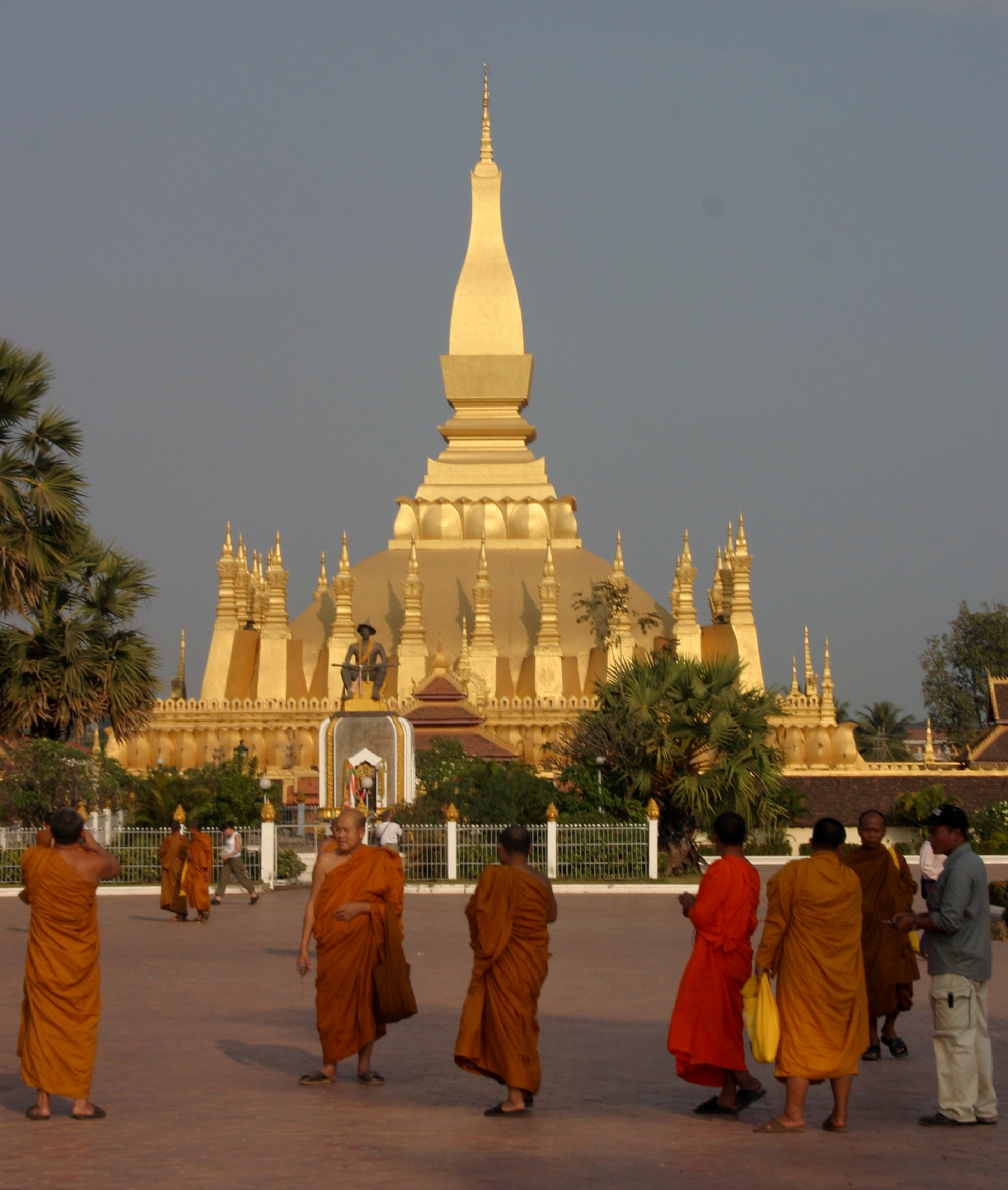
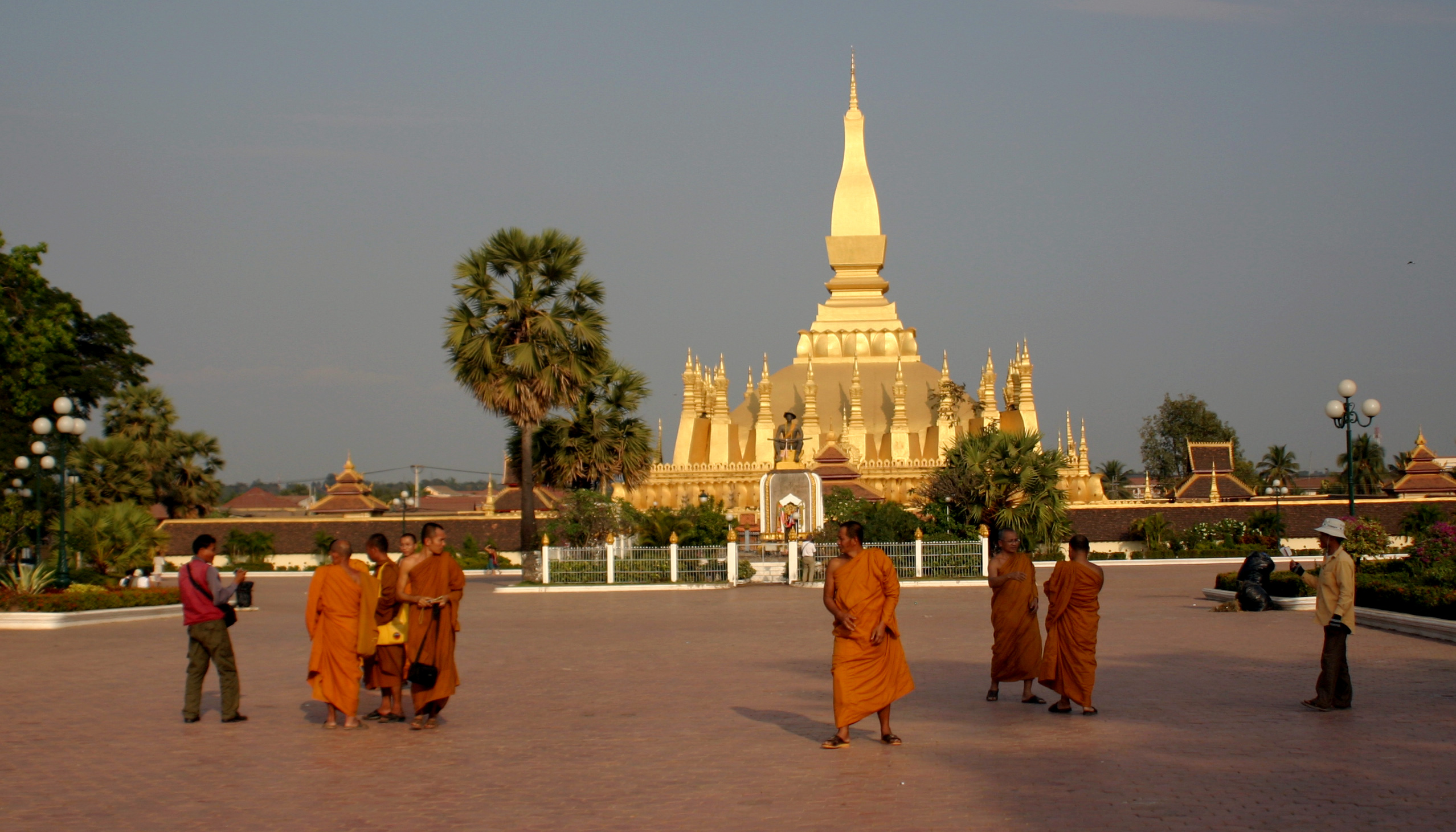
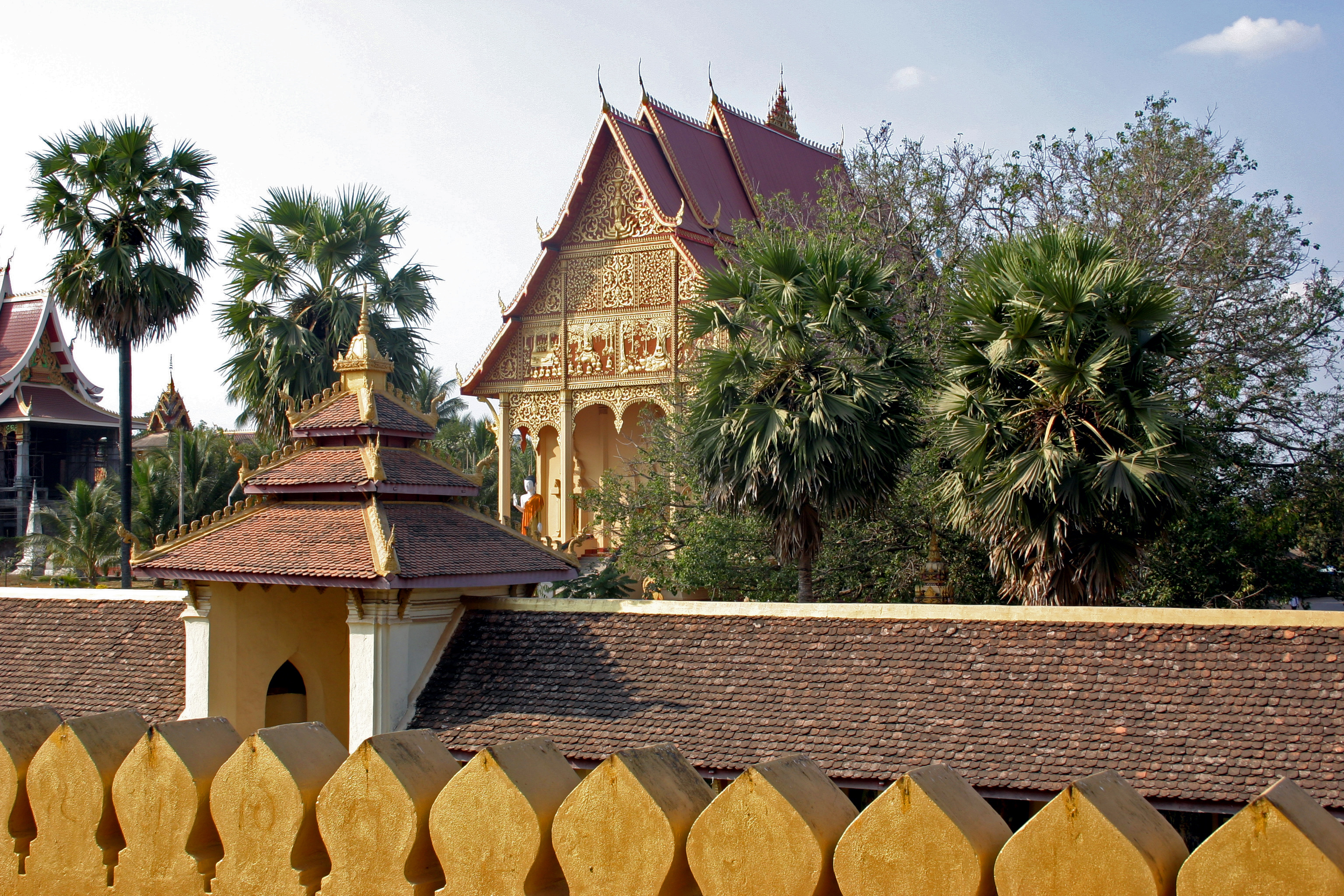
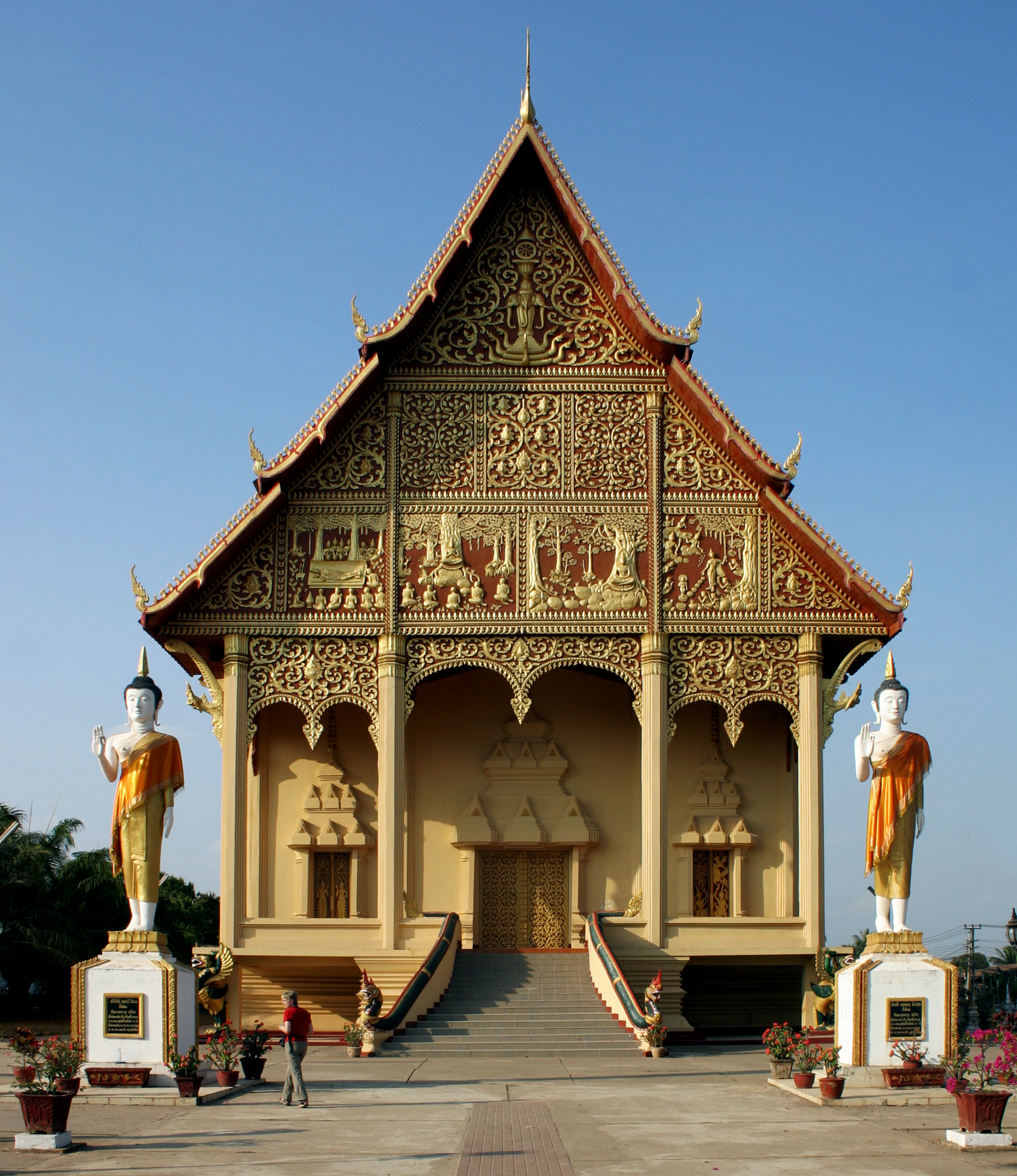
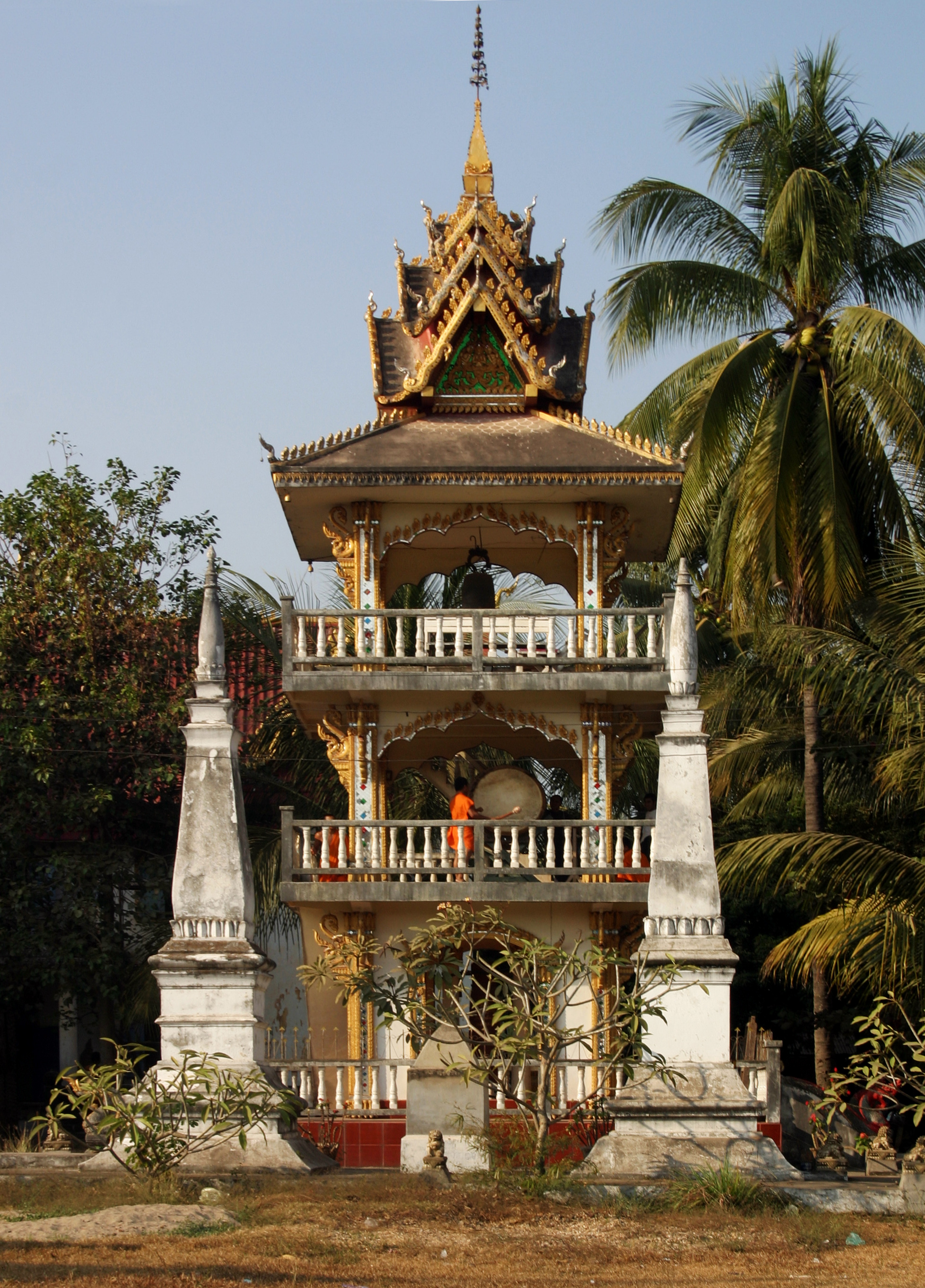
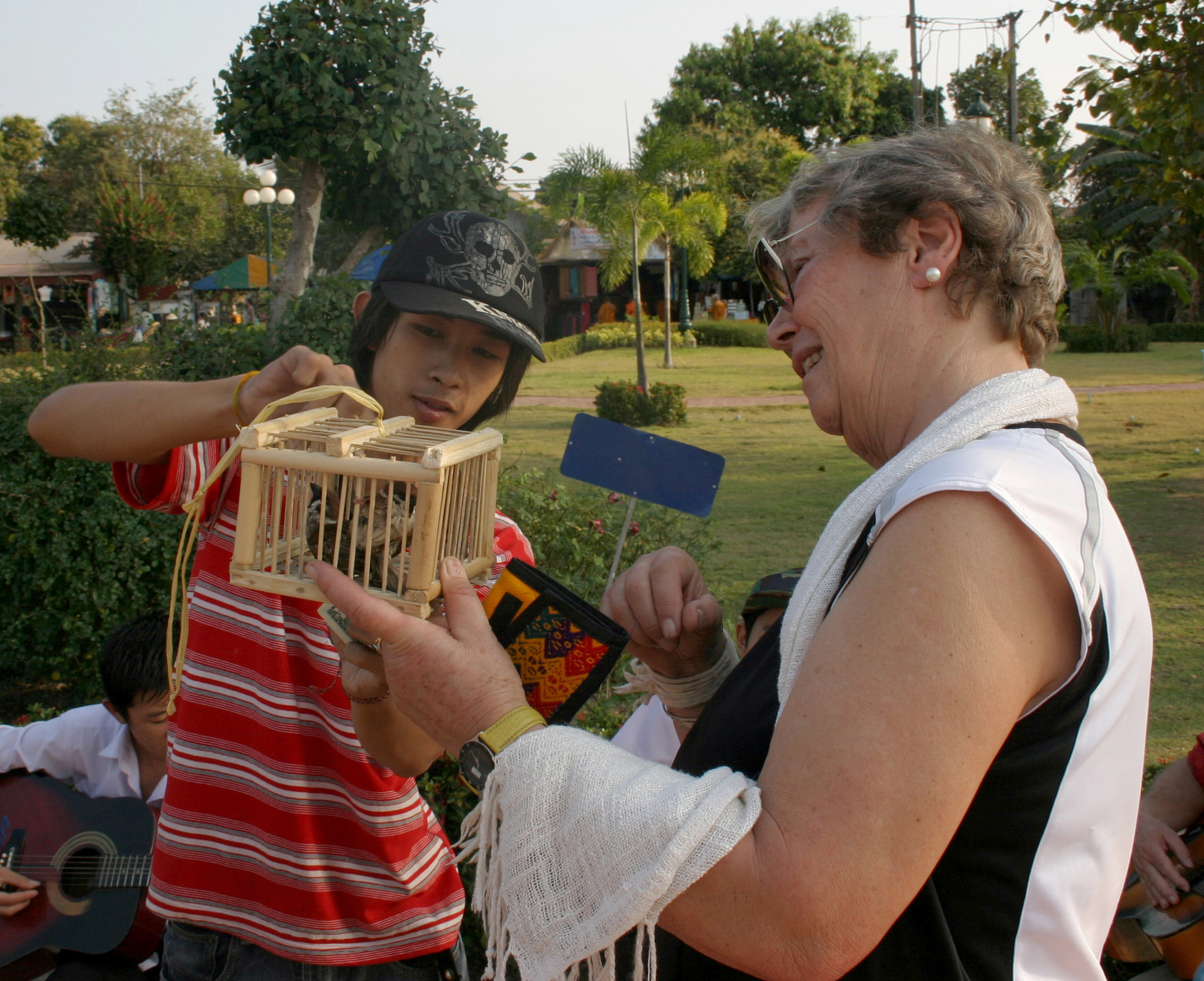